# Паметник на Мара Бунева (Благоевград)
Паметникът на Мара Бунева е бюст на българската революционерка, деятелка на ВМРО, разположен в Градската градина в град Благоевград, България. Паметникът е поставен на 2 август 2021 година по идея на Анна-Мария Бунева, потомка на Мара Бунева.